# Antiautoritarier
Antiautoritarier ist eine marxistische Bezeichnung für Antiautoritäre, also die Anarchisten oder antiautoritären Sozialisten der Bakunin-Fraktion ab 1872. Der Begriff findet sich in dem Artikel „Von der Autorität“ von Friedrich Engels, in dem er die Antiautoritären scharf kritisiert. 
In pädagogischen Arbeiten zur antiautoritären Erziehung wird dieser Artikel bei der – dann vergeblichen – Suche nach dem Ursprung des Wortes antiautoritär zitiert (erstmals wohl in einer Fußnote bei Johannes Classen). 
Im historisch-kritischen Kommentar zu diesem Aufsatz (in der Marx-Engels-Gesamtausgabe MEGA) erfährt man, dass dieser Aufsatz sich nur in italienischer Sprache in einer italienischen Zeitschrift erhalten hat. Das (ungeschickte) Wort Antiautoritarier könnte möglicherweise also nicht von Engels selbst, sondern von einem späteren Übersetzer stammen. Ob diese Übersetzung einfach sprachlich unkorrekt ist oder aber eine polemische, falsche Bezeichnung von Engels richtig wiedergibt, könnte also nur am italienischen Original überprüft werden. Für die Bedeutung des Begriffs ist das jedoch unwichtig. Die so bezeichnete Personengruppe bezeichnete sich selbst jedenfalls als Antiautoritäre bzw. Antiautoritäre Sozialisten und gründete die Antiautoritäre Internationale.
Engels Artikel ist eine scharfe Polemik gegen die Antiautoritarier (also Antiautoritären), die kurz zuvor (1872) von Karl Marx, wegen grundsätzlicher politischer Differenzen, aus der Internationalen Arbeiterassoziation ausgeschlossen worden waren. 
In der Schrift „Von der Autorität“ leitet Friedrich Engels ab, dass bei der gesellschaftlichen Produktion und Reproduktion des Lebens die Menschen sich zwingenderweise auch autoritären Ordnungsprinzipien unterordnen müssen, und nicht nur autonomen. Autorität entstehe dort, wo sie für die Gewährleistung eines reibungslosen Ablaufs notwendig sei. Diese Notwendigkeit von Autorität begründet er einerseits mit der Teilung der Arbeit, die sich im Laufe der Entwicklung der Gesellschaften immer mehr verschärft hat (Industrialisierung) und im Kapitalismus seinen Höhepunkt erreicht hat. Um den Warenreichtum, den der Kapitalismus hervorgebracht hat, in einer sozialistischen Gesellschaft weiter produzieren zu können, müssen wie im Kapitalismus ganz bestimmte Formen des Stoffwechsels mit der Umwelt (daher konkrete Arbeit) realisiert werden. Diesen Zwang veranschaulicht Engels anhand der Arbeit in einer Baumwollspinnerei (man könnte sich auch den Produktionsprozess in einer heutigen Fabrik vorstellen) oder bei der Eisenbahn: „Was geschähe mit dem ersten abgehenden Zuge, wenn die Autorität der Bahnangestellten über die Herren Reisenden abgeschafft wäre? Aber die Notwendigkeit einer Autorität, und zwar einer gebieterischen Autorität, tritt am anschaulichsten bei einem Schiff auf hoher See zutage. Hier hängt, im Augenblick der Gefahr, das Leben aller davon ab, daß alle sofort und absolut dem Willen eines einzelnen gehorchen.“

„Wir haben also gesehen, daß einerseits eine gewisse, ganz gleich auf welche Art übertragene Autorität und andererseits eine gewisse Unterordnung Dinge sind, die sich uns aufzwingen unabhängig von aller sozialen Organisation, zusammen mit den materiellen Bedingungen, unter denen wir produzieren und die Produkte zirkulieren lassen.“

Friedrich Engels kommt am Ende zu der Schlussfolgerung:

„Also von zwei Dingen eins: Entweder wissen die Antiautoritarier nicht, was sie sagen, und in diesem Fall säen sie nur Konfusion; oder sie wissen es, und in diesem Fall üben sie Verrat an der Bewegung des Proletariats. In dem einen wie in dem anderen Fall dienen sie der Reaktion.“